# قرار مجلس الأمن التابع للأمم المتحدة رقم 1173
قرار مجلس الأمن التابع للأمم المتحدة رقم 1173، الذي تم تبنيه بالإجماع في 12 يونيو 1998، بعد إعادة التأكيد على القرار 696 (1991) وجميع القرارات اللاحقة بشأن أنغولا، ولا سيما القرار 1127 (1997)، أعلن المجلس عزمه على فرض مزيد من العقوبات على يونيتا لعدم امتثالها، ما لم تتعاون لتوسيع إدارة الدولة في جميع أنحاء البلاد.
وأعرب مجلس الأمن عن قلقه إزاء الوضع في عملية السلام، الناجم عن فشل يونيتا في تنفيذ التدابير بموجب اتفاقات السلام وبروتوكول لوساكا وقرارات مجلس الأمن. وفي الوقت نفسه، تم الاعتراف بأن حكومة الوحدة والمصالحة الوطنية قد أحرزت تقدمًا في إنهاء الدعاية المعادية في وسائل الإعلام التي تسيطر عليها الدولة وتخفيض وحشية الشرطة الوطنية الأنغولية.
أدان القرار يونيتا لعدم تنفيذ جوانب اتفاقات السلام وقرارات مجلس الأمن، التي تطالبها استعادة سلطة الدولة في مناطق مثل أندولو، وبايلوندو، مونجو ونهاريا. كما كرر مطالبته ليونيتا بإتمام عملية التسريح والتعاون مع بعثة مراقبي الأمم المتحدة في أنغولا ووقف الهجمات على بعثة مراقبي الأمم المتحدة في أنغولا والموظفين الدوليين والشرطة والمدنيين. أعيد نشر بعثة مراقبي الأمم المتحدة في أنغولا في المناطق التي كان من المقرر أن يتم فيها توسيع إدارة الدولة، وتم حث كل من حكومة الوحدة والمصالحة الوطنية ويونيتا على الامتناع عن الأعمال التي يمكن أن تصعد التوترات.
وبموجب الفصل السابع من ميثاق الأمم المتحدة، طالب المجلس جميع البلدان بتجميد أصول يونيتا في أراضيها، وقرر كذلك أنه ينبغي للدول الأعضاء:
(أ) منع الاتصالات مع يونيتا في المناطق التي لم يتم فيها توسيع إدارة الدولة؛
(ب) حظر استيراد الماس غير الخاضع للرقابة من خلال نظام شهادات المنشأ أو الحكومة الأنغولية؛
(ج) منع بيع معدات التعدين إلى المناطق التي لا تخضع لإدارة الدولة؛
(د) منع بيع المركبات الآلية أو الزوارق والمعدات أو قطع الغيار.
وستمنح اللجنة المنشأة بموجب القرار 864 (1993) استثناءات من التدابير عند الطلب. ستدخل القيود حيز التنفيذ في الساعة 00:01 بتوقيت شرق الولايات المتحدة في 25 يونيو 1998 ما لم يقرر خلاف ذلك، وسيتم إجراء مراجعة للعقوبات، بما في ذلك إمكانية اتخاذ مزيد من التدابير.
وطُلب من حكومة الوحدة والمصالحة الوطنية إخطار اللجنة بالمناطق التي لا تسيطر عليها، وطلب كذلك من اللجنة أن تقدم تقريراً إلى المجلس بحلول 31 تموز / يوليو 1998 بشأن فرض التدابير وأن تقدم البلدان تقريراً عن التدابير التي اتخذتها بحلول 15 تموز / يوليو 1998.

## روابط خارجية
- نص القرار في undocs.org